# Moses Hess
Moses Hess (en hebreu: משה הס) (també Moses Heß, Moritz Heß o Maurice Hess) (Bonn, 21 de juny de 1812 - París, 6 d'abril de 1875) escriptor i filòsof alemany i jueu, comunista, considerat posteriorment precursor del que després es coneixeria com a sionisme i sionisme socialista (en oposició al «sionisme polític» de Theodor Herzl, autor de Der Judenstaat publicat el 1896). Les seves obres més importants són Die heilige Geschichte der Menschheit (Història sagrada de la humanitat) (1837), Die europäische Triarchie (La triarquia europea) (1841), Roma und Jerusalem (1862).
Hess va rebre una educació religiosa tradicional, més tard va estudiar filosofia en la Universitat de Bonn. Va viure a Alemanya, Suïssa, Bèlgica i París, on es va fer maçó el 1858. A París fou corresponsal d'un periòdic radical, la Rheinische Zeitung, en la qual Marx també va treballar); allà va viure els esdeveniments de la Revolució de 1848. Posteriorment a Alemanya fou cap de la secció de l'AIT.

## Comunisme
Defensor primerament de la integració jueva en el moviment socialista universalista, va ser amic i col·laborador de Karl Marx i Friedrich Engels. Hess convertí Engels al comunisme i introduí Marx en els problemes socials i econòmics. Va tenir un paper important en la transformació de l'idealisme hegelià en la teoria dialèctica de la història, el materialisme dialèctic del marxisme, en concebre l'home com l'iniciador de la història a través de la seva consciència activa.
Influït per Spinoza, la seva obra Die heilige Geschichte der Menschheit contenia el primer programa publicat a Alemanya amb demandes decididament socialistes; entre d'altres, l'abolició de les diferències de classe, la igualtat entre homes i dones, l'«amor lliure» com a base del matrimoni i la cura dels fills, la salut i les responsabilitats de l'Estat en el benestar social. Amb la desaparició de la pobresa i la manca de violència i delinqüència desapareixeria de la societat les corresponents formes de dominació política.
Probablement va ser responsable de diverses idees i consignes del marxisme, com «la religió és l'opi del poble». Reticent a fonamentar la història a partir de causes econòmiques i la lluita de classes, considerava més aviat la lluita de races o de nacionalitats com a factor principal de l'evolució històrica.

## Protosionisme
Després d'una estada a Alemanya entre 1861 i 1863 modifica el seu pensament, adoptant el nom de Moses (Moises) en protesta contra l'antisemitisme i l'assimilacionisme. En la seva obra Roma und Jerusalem fa una crida a un ressorgir nacional jueu a Jerusalem inspirat en el Risorgimento italià; en el seu moment no va tenir èxit, però va ser posteriorment recollit pel moviment sionista.